# ジル・スヌ
ジル・スヌ（Gilles Sunu, 1991年3月30日 - ）は、フランス・アンドル県シャトールー出身のサッカー選手。リーグ・ドゥ・LBシャトールー所属。ポジションはフォワード。
父のマヌ・スヌは元トーゴ代表である。

## 経歴
フランス、シャトールーに生まれ、地元のチームLBシャトールーのアカデミーに所属。2007年、当時16歳だったスヌは移籍金2万5千ポンドでアーセナルFCに加入した。2009年、リーグカップにてトップチームデビューを果たすと、同年12月にチャンピオンズリーグでもプレーした。2010年2月、経験を積むためダービー・カウンティFCへレンタル移籍。同チームではリーグ戦初ゴールを記録、計9試合でプレーした。2011年1月にフランスのFCロリアンへレンタル移籍し、2011年8月にロリアンへ完全移籍。2015年1月、エヴィアン・トノン・ガイヤールFCへ移籍。同年夏にアンジェSCOへ移籍した。

## 代表歴
「ネクストアンリ」と期待されている。2008年、UEFA U-17欧州選手権にフランス代表として出場し準優勝。2010年、UEFA U-19欧州選手権では優勝した。

## タイトル

### クラブ
アーセナルFC
- FAユースカップ 2008-09
- プレミアアカデミーリーグ 2008-09

### 代表
U-19フランス代表
- UEFA U-19欧州選手権 2010